# Tuonela

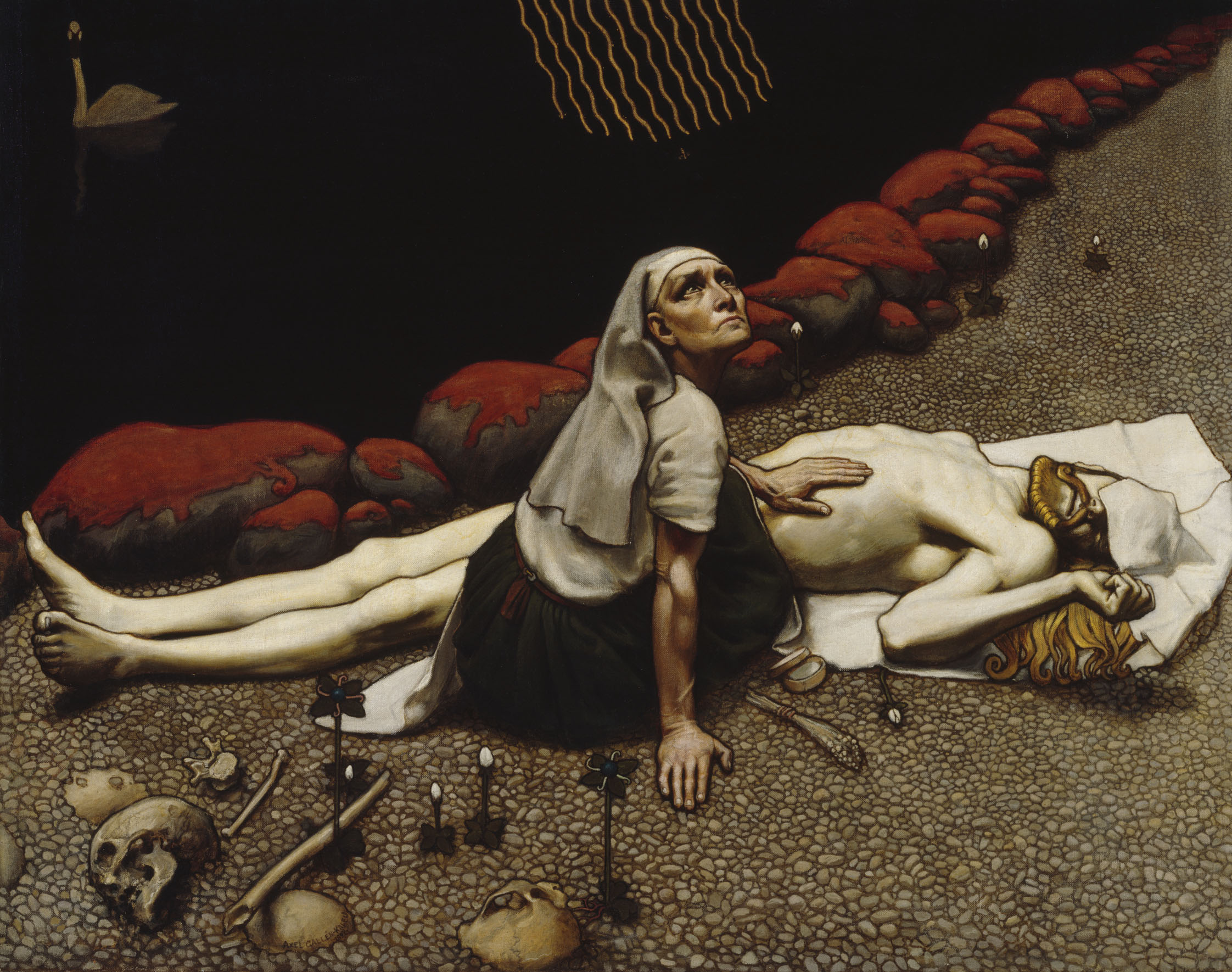
Akseli Gallen-Kallela: Lemminkäinens Mutter am Fluss von Tuonela

Tuonela (auch Tuoni, Manala oder Mana) ist das Totenreich bzw. die Unterwelt in der finnischen Mythologie. In Tuonela regieren Tuoni und Tuonetar mit Unterstützung von Kalma. Der Fluss von Tuonela wird von Surma bewacht. In der estnischen Mythologie heißt das Reich Toonela oder Manala. Tuonela kann sich auch auf ein Grab oder einen Friedhof beziehen.

## Hintergrund
Nach traditioneller finnischer Religion ist das Schicksal von guten und bösen Menschen gleich und die Toten wandern als schattenhafte Geister durch das Jenseits. Tuoni, Gott der Toten, und seine Frau Tuonetar sind die Herrscher von Tuonela. Obwohl die physischen Beschreibungen von Tuonela zwischen verschiedenen Versionen des Mythos variieren, ergibt sich aus den meisten eine allgemeine Beschreibung.
Laut des Gelehrten Felix Oinas und Juha Pentikäinen wird Tuonela als der nördlichste Teil der Welt beschrieben, ist aber durch eine große Kluft von der Welt der Lebenden getrennt. In der Wasserscheide fließt der dunkle Fluss Tuonela. Der Fluss ist wild und die Toten können gesehen werden, wie sie versuchen, ihn zu durchschwimmen. Die Toten müssen den Fluss überqueren, entweder über eine Fadenbrücke, schwimmend oder mit einem Boot, das von Tuonis Tochter gesteuert wird. Der Fluss wird von einem schwarzen Schwan bewacht, der Todeszauber singt. Manchmal besuchten lebende Menschen Tuonela, um Informationen und Zaubersprüche zu sammeln. Die Reise erforderte eine Reise durch Dornengestrüpp und gefährliche Wälder und die Bezwingung von Surma, eines fleischzerreißenden Monsters, das für die Göttin des Verfalls, Kalma, arbeitet. Einmal in Tuonela angekommen, durften die Lebenden nicht mehr gehen. Sie wurden von Tuonetar begrüßt, die ihnen ein erinnerungslöschendes Bier anbot, um ihr früheren Leben vergessen zu machen. Schamanen konnten Tuonela besuchen, indem sie in Trance fielen und dadurch die Wächter überlisteten.

## Mythen
Tuonela ist aus dem finnischen Nationalepos Kalevala bekannt. Im 16. Lied des Kalevala reist Väinämöinen lebend nach Tuonela, um Zaubersprüche zu finden. Auf der Reise trifft er den Fährmann, eine Frau, Tuonen tytti / Tuonen tyttö (Tuonis Mädchen) oder Tuonen piika (Tuonis Magd), die ihn über den Fluss Tuoni bringt. Auf der Insel Tuoni erhält er jedoch nicht die Zaubersprüche, nach denen er gesucht hat, und er schafft es kaum, dem Ort zu entkommen. Nach seiner Rückkehr verflucht er jeden, der versucht, den Ort lebend zu betreten.
Ebenfalls im Kalevala (Lemminkäinen-Suite) geht der Abenteurer-Schamane Lemminkäinen nach Pohjola, um die Tochter von Louhi, einer mächtigen alten Zauberin, zu umwerben. Louhi gibt Lemminkäinen drei Aufgaben, die er erfüllen muss, um ihre Tochter zu umwerben. Beim Versuch, die dritte Aufgabe zu erfüllen, den Schwan von Tuonela zu töten, wird Lemminkäinen von einer Wasserschlange in Stücke geschnitten und in einen Strudel im Fluss Tuonela geworfen. Lemminkäinens Mutter wird durch einen Zauberspruch über seinen Tod informiert. Sie geht zum Fluss und harkt die Stücke ihres Sohnes aus dem Wasser. Mit Hilfe einer Biene setzt Lemminkäinens Mutter seinen Körper zusammen und erweckt ihn wieder zum Leben.
Tuonela wird in finnischen Bibelübersetzungen als Übersetzung für das griechische Wort ᾍδης (Hades) verwendet. Im finnischen Christentum wird er oft als Ort der Toten vor dem Jüngsten Gericht interpretiert.

## Vorkommen
Tuonela wird als Übersetzung für das griechische Wort Ἅιδης (Hades) in der finnischen Übersetzung der Bibel benutzt. Im Christentum wird Tuonela oft als Rastplatz vor dem jüngsten Gericht interpretiert.